# الحرانية
قرية الحرانية هي إحدى القرى التابعة لمركز أبو النمرس في محافظة الجيزة في جمهورية مصر العربية. حسب إحصاءات سنة 2006، بلغ إجمالي السكان في الحرانية 5260 نسمة، منهم 2739 رجل و2521 امرأة. وتشتهر بصناعة السجاد يدويا بالوسائل التقليدية.